# Saint-Alban-sur-Limagnole
Saint-Alban-sur-Limagnole è un comune francese di 1 377 abitanti situato nel dipartimento della Lozère nella regione dell'Occitania.

## Storia

### Simboli
Il comune ha ripreso come proprio emblema il blasone di Louet de Calvisson signore di Saint-Alban nel 1440.

## Società

### Evoluzione demografica
Abitanti censiti